# جون بلاي
جون بلاي (بالإنجليزية: John Blay)‏ هو كاتب أسترالي، ولد في 1944.